# Социјалистичка партија (Италија)
Социјалистичка партија (итал. Partito Socialista, PS) или Италијанска социјалистичка партија, је италијанска политичка партија левог центра и инспирише се на италијанску историјску социјалистичку партију.
Странка је основана 2007. године у Риму.
ПС је настала уједињенем следећих странака и организација:
- Италијански демократски социјалисти
- Италијански социјалисти
- Фракција Нове Италијанске социјалистичке партије
- НВО Демократија и социјализам

За првог секретара партије изабран је Енрико Босели и на тој функцији је остао до 2008. На изборима 2008. ПC је освојила 0,9% и није ушла у Парламент. Од 2008. секретар ЦК партије је Рикардо Ненчини. 2012. ПС је постала чланица коалиције „Италија опште добро“.